# Giải Viện Hàn lâm Nhật Bản lần thứ 38
Giải Viện Hàn lâm Nhật Bản lần thứ 38 (第39回日本アカデミー賞) là lễ trao giải thứ 39 của Giải Viện Hàn lâm Nhật Bản hàng năm, một giải thưởng được trao bởi Viện Hàn lâm Nhật Bản và Hiệp hội Sho để vinh danh những hạng mục phim xuất sắc của năm 2014. Lễ trao giải được tổ chức vào ngày 27 tháng 2 năm 2015 tại Khách sạn Grand Prince New Takanawa tại Tokyo, Nhật Bản.

## Giải thưởng
Tất cả các hạng mục trao giải (trừ giải diễn viên trẻ của năm và các giải đặc biệt) được chia làm hai danh hiệu: các đề cử (do thành viên Viện Hàn lâm bầu chọn) đều đạt danh hiệu Xuất sắc của năm và trong các đề cử sẽ chọn ra một giải Xuất sắc nhất của năm.
| Phim điện ảnh xuất sắc của năm | Phim hoạt hình xuất sắc của năm |
| --- | --- |
| - Phim điện ảnh hay nhất của năm: Eien no Zero - Kami no Tsuki - Chiisai Ouchi - Higurashi no Ki - Fushigina Misaki no Monogatari | - Phim hoạt hình hay nhất của năm: Stand by Me Doraemon - Đôi bạn thân - Omoide no Marnie - Giovanni no Shima - Thám tử Conan: Sát thủ bắn tỉa không tưởng - Buddha 2: Tezuka Osamu no Buddha - Owarinaki Tabi                                                                 |
| Đạo diễn xuất sắc của năm | Biên kịch xuất sắc của năm |
| - Đạo diễn xuất sắc nhất: Yamazaki Takashi – Eien no Zero - Takashi Koizumi – Higurashi no Ki - Izuru Narushima – Fushigina Misaki no Monogatari - Katsuhide Motoki – Chokosoku ! Sankin kotai - Daihachi Yoshida – Kami no Tsuki                                    | - Biên kịch xuất sắc nhất của năm: Akihiro Dobashi – Chokosoku ! Sankin kotai - Masato Katō & Teruo Abe – Fushigina Misaki no Monogatari - Kaeko Hayafune – Kami no Tsuki - Takashi Yamazaki & Tamio Hayashi – Eien no Zero - Yoji Yamada & Emiko Hiramatsu – The Little House |
| Nam diễn viên chính xuất sắc | Nữ diễn viên chính xuất sắc |
| - Nam diễn viên chính xuất sắc nhất:Junichi Okada – Eien no Zero - Hiroshi Abe – Fushigina Misaki no Monogatari - Kuranosuke Sasaki – Chokosoku ! Sankin kotai - Kiichi Nakai – Zakurozaka no Adauchi - Kōji Yakusho – Higurashi no Ki                               | - Nữ diễn viên phụ xuất sắc nhất: Rie Miyazawa – Kami no Tsuki - Sakura Ando – 0.5mm - Chizuru Ikewaki – Soko nomi nite Hikari Kagayaku - Mao Inoue – Shiro Yuki Hime Satsujin Jiken - Fumi Nikaidō – Watashi no Otoko - Sayuri Yoshinaga – Fushigina Misaki no Monogatari     |
| Nam diễn viên phụ xuất sắc | Nữ diễn viên phụ xuất sắc |
| - Nam diễn viên phụ xuất sắc nhất: Junichi Okada – Higurashi no Ki - Hiroshi Abe – Zakurozaka no Adauchi - Hideaki Itō – Wood Job! Kamusari Nana Nichijo - Shōfukutei Tsurube – Fushigina Misaki no Monogatari - Haruma Miura – Eien no Zero                         | - Nữ diễn viên phụ xuất sắc nhất: Haru Kuroki – Chiisai Ouchi - Yuko Oshima – Kami no Tsuki - Satomi Kobayashi – Kami no Tsuki - Yūko Takeuchi – Fushigina Misaki no Monogatari - Sumiko Fuji – Maiko wa Lady                                                                  |
| Giải thưởng Bình chọn | Diễn viên trẻ của năm |
| - Junichi Okada – Eien no Zero (Diễn viên) - Rurouni Kenshin (Phim) | - Kamishiraishi Mone – Maiko wa Lady - Komatsu Nana – Kawaki - Nōnen Rena – Hotto Rodo - Ikematsu Sosuke – Kami no Tsuki, Ai no Uzu, Bokutachi no Kazoku - Hiroomi Tosaka – Hotto Rodo - Sota Fukushi – In Za Hiro, Kami-sama no Iu Toori, Sukitte Ii nayo                     |
| Âm nhạc xuất sắc | Quay phim xuất sắc |
| - Yoshikazu Suo – Maiko wa Lady - Takashi Kako – Higurashi no Ki - Naoki Satō – Eien no Zero - Joe Hisaishi – Chiisai Ouchi - Gorō Yasukawa – Fushigina Misaki no Monogatari                                                                                         | - Kōzō Shibazaki – Eien no Zero - Shōji Ueda & Hiroyuki Kitazawa – Higurashi no Ki - Shigumamakoto – Kami no Tsuki - Masashi Chikamori – Chiisai Ouchi - Mutsuo Naganuma – Fushigina Misaki no Monogatari                                                                      |
| Đạo diễn ánh sáng xuất sắc | Chỉ đạo nghệ thuật xuất sắc |
| - Đạo diễn ánh sáng xuất sắc nhất: Nariyuki Ueda – Eien no Zero - Hideaki Yamakawa – Higurashi no Ki - Keita Nishio – Kami no Tsuki - Kōichi Watanabe – Chiisai Ouchi - Takaaki Miyanishi – Fushigina Misaki no Monogatari                                           | - Chỉ đạo nghệ thuật xuất sắc: Anri Jōjō – Eien no Zero - Fumio Ogawa – Zakurozaka no Adauchi - Tadashi Sakai – Higurashi no Ki - Mitsuo Degawa & Daisuke Sue – Chiisai Ouchi - Yutaka Yokoyama – Fushigina Misaki no Monogatari                                               |
| Thu âm xuất sắc | Biên kịch xuất sắc |
| - Thu âm xuất sắc: Fujimoto Kenichi – Eien no Zero - Onodera Osamu – Zakurozaka no Adauchi - Kaku Akihiko và Yano Masahito Yano – Kami no Tsuki - Kazumi Kishida – Chiisai Ouchi - Kenichi Fujimoto – Fushigina Misaki no Monogatari - Masato Yano – Higurashi no Ki | - Biên kịch xuất sắc: Ryūji Miyajima – Eien no Zero - Hideto Aga – Higurashi no Ki - Iwao Ishii – Chiisai Ouchi - Hideaki Ōhata – Fushigina Misaki no Monogatari - Takashi Satō – Kami no Tsuki                                                                                |
| Phim nước ngoài xuất sắc | Giải thưởng Đặc biệt từ Chủ tịch Hiệp hội |
| - Phim nước ngoài xuất sắc nhất: Nữ hoàng băng giá - Hố đen tử thần - Jersey Boys - Fury - Godzilla | Giải thưởng dành cho người có nhiều đóng góp cho ngành điện ảnh (những người đã mất trong năm 2014). - Suzuki Akira(Biên kịch) - Suzuki Norifumi (Đạo diễn) - Morita Fujio (Quay phim) - Yamaguchi Yoshiko (Diễn viên) - Sugawara Bunta (Diễn viên)                            |
| Giải thưởng Đặc biệt từ Hiệp hội | |
| Giải thưởng dành cho người có nhiều hỗ trợ đóng góp trong quá trình sản xuất phim. - Ōsaka Kazumi (Chỉ đạo sân khấu) - Soga Tsuneo (Trang điểm) - Tara Masashi (Hiệu ứng âm thanh)                                                                                   | |